# 19190 Моріхіроші
19190 Моріхіроші (19190 Morihiroshi) — астероїд головного поясу, відкритий 10 січня 1992 року.
Тіссеранів параметр щодо Юпітера — 3,339.